# Со-Сен-Реми
Со-Сен-Реми́ (фр. Sault-Saint-Remy) — коммуна во Франции, находится в регионе Шампань — Арденны. Департамент коммуны — Арденны. Входит в состав кантона Асфельд. Округ коммуны — Ретель.
Код INSEE коммуны — 08404.
Коммуна расположена приблизительно в 150 км к северо-востоку от Парижа, в 55 км севернее Шалон-ан-Шампани, в 60 км к юго-западу от Шарлевиль-Мезьера.
Впервые упоминается в XII веке как villa Celtus, в 1237 году носил название Salix sancti Remigii. Название происходит от личного галльского имени.

## Население
Население коммуны на 2008 год составляло 158 человек.
| 1962 | 1968 | 1975 | 1982 | 1990 | 1999 | 2008 |
| ---- | ---- | ---- | ---- | ---- | ---- | ---- |
| 96   | 101  | 92   | 114  | 176  | 161  | 158  |

## Экономика

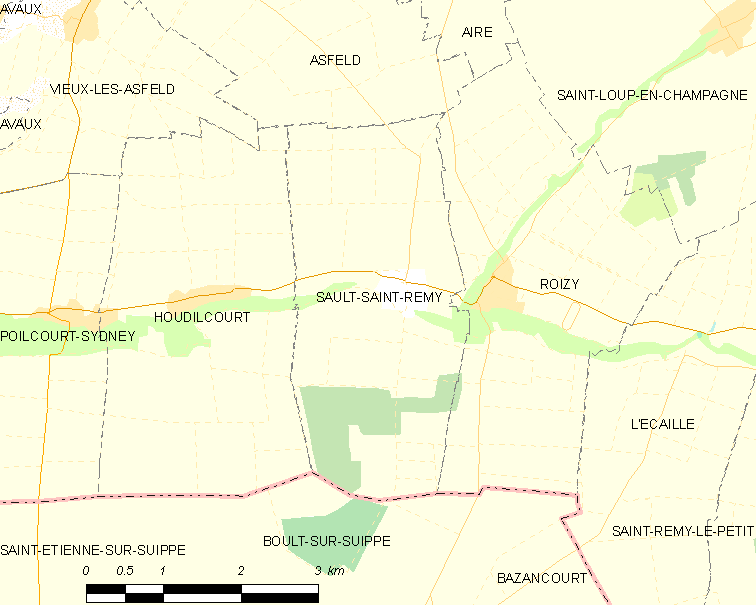
Карта коммуны

В 2007 году среди 111 человек в трудоспособном возрасте (15—64 лет) 80 были экономически активными, 31 — неактивными (показатель активности — 72,1 %, в 1999 году было 72,5 %). Из 80 активных работали 74 человека (42 мужчины и 32 женщины), безработных было 6 (3 мужчин и 3 женщины). Среди 31 неактивных 8 человек были учениками или студентами, 9 — пенсионерами, 14 были неактивными по другим причинам.